# Liste bedeutender Apotheker
Diese Liste bedeutender Apotheker stellt eine Auswahl von Menschen dar, die auf dem Gebiet der Pharmazie bedeutende Entwicklungen gemacht haben. Diese Auflistung von in Wikipedia vermerkten Apothekern ist möglicherweise nicht komplett. Hilf mit, sie zu erweitern!

## Liste
Diese Liste ist alphabetisch nach Namen geordnet, kann aber auch nach Geburts- und Todesjahr sortiert werden, indem man auf die jeweilige Spaltenüberschrift oder das Symbol  klickt.
| Name                                 | Geburtsjahr | Sterbejahr | Weitere Tätigkeiten                                                                                       |
| ------------------------------------ | ----------- | ---------- | --- |
| Homer Martin Adkins                  | 1890        | 1964       | Politiker                                                                                                 |
| Basilius Alting                      | 1572        | 1637       | Ratsherr in Emden                                                                                         |
| Hermann Ammon                        | 1933        |            | Hochschullehrer, Pharmakologe                                                                             |
| Sabine Anagnostou                    | 1965        |            | Hochschullehrerin, Pharmaziehistorikerin                                                                  |
| Johann Gerhard Reinhard Andreae      | 1724        | 1793       | Chemiker                                                                                                  |
| Maria Andreae                        | 1550        | 1632       | Hofapothekerin, Armen- und Krankenpflegerin                                                               |
| Kurt Annecke                         | 1902        | 1961       | Lebensmittelchemiker                                                                                      |
| Otto Anselmino                       | 1873        | 1955       | Hochschullehrer, Lebensmittelchemiker                                                                     |
| Carl Anwandter                       | 1801        | 1889       | Brauer, Politiker                                                                                         |
| Karl Arnold                          | 1853        | 1929       | Bibliothekar, Chemiker, Hochschullehrer, Mineraloge                                                       |
| Karl Aschoff                         | 1867        | 1945       | Erforscher der Bad Kreuznacher Solquellen                                                                 |
| Ludwig Philipp Aschoff               | 1758        | 1827       | Apotheker und Botaniker in Bielefeld                                                                      |
| Wilhelm Autenrieth                   | 1863        | 1926       | Chemiker                                                                                                  |
| Walther Awe                          | 1900        | 1968       | Chemiker, Hochschullehrer                                                                                 |
| Karl Johannes Aymanns                | 1948        |            | Manager                                                                                                   |
| Michael Bachmann                     | 1956        |            | Chemiker, Hochschullehrer, Mediziner                                                                      |
| Melchior Balluff                     | 1779        | 1862       | Stadtrat in Riedlingen                                                                                    |
| Paul Balluff                         | 1826        | 1890       | Apotheker in New York                                                                                     |
| Karl Heinz Bartels                   | 1937        | 2016       | Hochschullehrer, Pharmaziehistoriker                                                                      |
| Helmut Baumann (Botaniker)           | 1937        | 2014       | Botaniker (Orchideen)                                                                                     |
| Günther Baumgarten                   | 1906        | 1989       | Chemiker                                                                                                  |
| Antoine Baumé                        | 1728        | 1804       | Chemiker                                                                                                  |
| Wilhelm Baur                         | 1839        | 1921       | Botaniker, Bryologe                                                                                       |
| Josef Vitus Becher                   | 1769        | 1840       | Kaufmann (Becherovka)                                                                                     |
| Philipp Friedrich Beck               | 1768        | 1821       | Chemiker (Aräometer)                                                                                      |
| Wolfgang Becker-Brüser               | 1949        |            | Mediziner                                                                                                 |
| Heinrich Beckurts                    | 1855        | 1929       | Chemiker, Hochschullehrer                                                                                 |
| Paul Carl Beiersdorf                 | 1836        | 1896       | Pharmakologe, Unternehmer                                                                                 |
| Carl Beinert                         | 1793        | 1868       | Botaniker, Mineraloge                                                                                     |
| Friedrich Bellingrodt                | 1830        | 1904       | Apotheker und Kommunalpolitiker                                                                           |
| Julius Berendes                      | 1837        | 1914       | Pharmaziehistoriker                                                                                       |
| Carl Friedrich Berg                  | 1774        | 1835       | Unternehmer                                                                                               |
| Carl Wilhelm Bergemann               | 1804        | 1884       | Chemiker, Hochschullehrer, Mineraloge                                                                     |
| Winfried-Götz Berger                 | 1938        |            | Apotheker und Sanitätsoffizier                                                                            |
| Christine Bergmann                   | 1939        |            | Politikerin                                                                                               |
| Carl Gustav Bernoulli                | 1834        | 1878       | Altamerikanist, Botaniker, Mediziner                                                                      |
| Lothar Beutel                        | 1902        | 1986       | Apotheker und SS-Führer                                                                                   |
| Ernst Beuttenmüller                  | 1842        | 1919       | Apotheker und Mäzen in Baden-Baden                                                                        |
| Johann Diedrich Bieber               | 1796        | 1875       | Unternehmer                                                                                               |
| Ernst Biltz                          | 1822        | 1903       | Chemiker                                                                                                  |
| Hermann Blattner                     | 1866        | 1910       | Dialektologe, Germanist, Journalist, Lexikograf                                                           |
| Gerhard Bleimüller                   | 1948        | 2024       | Apotheker und Sanitätsoffizier                                                                            |
| Benno Bleyer                         | 1885        | 1945       | Hochschullehrer, Lebensmittelchemiker                                                                     |
| Richard Blezinger                    | 1847        | 1928       | Hofrat, Fossiliensammler                                                                                  |
| Carl Blumenreuter                    | 1881        | 1969       | SS-Chefapotheker                                                                                          |
| Johann Otto Böckeler                 | 1803        | 1899       | Botaniker                                                                                                 |
| Kurt Bodendorf                       | 1898        | 1976       | Chemiker, Hochschullehrer                                                                                 |
| Karl Boedeker                        | 1815        | 1895       | Chemiker, Hochschullehrer                                                                                 |
| Christoph Heinrich Boehringer        | 1820        | 1882       | Unternehmer                                                                                               |
| Abraham Bogaert                      | 1663        | 1727       | Chirurg, Mediziner                                                                                        |
| Christian Gottlieb Bonz              | 1820        | 1853       | Chemiker, Unternehmer                                                                                     |
| Apollinaire Bouchardat               | 1806        | 1886       | Diabetologe, Hochschullehrer, Hygieniker, Mediziner                                                       |
| Gilles-François Boulduc              | 1675        | 1741       | Chemiker                                                                                                  |
| Georg Anton Boxberger                | 1679        | 1765       | |
| Henry Bowman Brady                   | 1835        | 1891       | Botaniker, Paläontologe                                                                                   |
| Friedrich Wilhelm Brande             | 1793        | 1838       | Chemiker                                                                                                  |
| Rudolph Brandes                      | 1795        | 1842       | Unternehmer                                                                                               |
| Andreas Wilhelm Heinrich Brandt      | 1879        | 1929       | Hochschullehrer, Pharmakologe                                                                             |
| Karl Friedrich Wilhelm Braun         | 1800        | 1864       | Botaniker, Geologe, Paläobotaniker, Paläontologe                                                          |
| Rudolf Braun                         | 1889        | 1975       | Politiker, Unternehmer                                                                                    |
| Egon Arno Bräunlich                  | 1919        | 2001       | Maler |
| Julius Brautlecht                    | 1837        | 1883       | Bakteriologe                                                                                              |
| Wilhelm von Brehmer                  | 1883        | 1959       | Alternativmediziner, Mediziner                                                                            |
| Friedrich Breuninger                 | 1794        | 1880       | Unternehmer                                                                                               |
| Carl Heinz Brieskorn                 | 1913        | 2000       | Hochschullehrer, Lebensmittelchemiker                                                                     |
| Johann Philipp Bronner               | 1792        | 1864       | Agrarwissenschaftler                                                                                      |
| Philipp Bruch                        | 1781        | 1847       | Botaniker, Bryologe                                                                                       |
| Friedrich von Bruchhausen            | 1886        | 1966       | Chemiker, Hochschullehrer                                                                                 |
| Johann Jacob Casimir Buch            | 1778        | 1851       | Mediziner                                                                                                 |
| Christian Friedrich Bucholz          | 1770        | 1818       | Chemiker, Hochschullehrer                                                                                 |
| Wilhelm Heinrich Sebastian Bucholz   | 1734        | 1798       | Chemiker, Mediziner                                                                                       |
| Johannes Nicolaus Buek               | 1779        | 1856       | Botaniker                                                                                                 |
| Wilhelm Buisson                      | 1892        | 1940       | |
| Alphons Bujard                       | 1861        | 1917       | |
| August Wilhelm Bullrich              | 1802        | 1859       | Unternehmer                                                                                               |
| Georg Friedrich Bunge                | 1722        | 1792       | Apotheker in Kiew                                                                                         |
| Johannes Bürger                      | 1860        | 1915       | Unternehmer                                                                                               |
| Victor Capesius                      | 1907        | 1985       | Apotheker in Auschwitz                                                                                    |
| Otto Carius                          | 1922        | 2015       | Militärschriftsteller                                                                                     |
| Reinhold Carle                       | 1950        |            | Hochschullehrer                                                                                           |
| Hermann Claaß                        | 1841        | 1914       | |
| Karl Ernst Claus                     | 1796        | 1864       | Chemiker, Hochschullehrer                                                                                 |
| William Cookworthy                   | 1705        | 1780       | Chemiker, Keramiker, Porzellanunternehmer                                                                 |
| Valerius Cordus                      | 1515        | 1544       | Botaniker, Hochschullehrer, Mediziner, Pharmakologe                                                       |
| Émile Coué                           | 1857        | 1926       | Alternativmediziner, Mediziner                                                                            |
| Franz Anton Cramer                   | 1776        | 1829       | |
| Georg Ernst Wilhelm Crome            | 1781        | 1813       | Agrarwissenschaftler, Bodenkundler, Botaniker, Hochschullehrer                                            |
| Nicholas Culpeper                    | 1616        | 1654       | Mediziner                                                                                                 |
| Renward Cysat                        | 1545        | 1614       | Notar |
| Wilhelm Danckwortt                   | 1822        | 1892       | |
| Georg Edmund Dann                    | 1898        | 1979       | |
| Johann Friedrich Anton Dehne         | 1787        | 1856       | Kommunalpolitiker, Naturforscher                                                                          |
| Jacques-François Demachy             | 1728        | 1803       | Chemiker, Hochschullehrer                                                                                 |
| Julius Denzel                        | 1852        | 1915       | Chemiker, Unternehmer                                                                                     |
| Charles Derosne                      | 1780        | 1846       | Industrieller                                                                                             |
| François Descurain                   | 1658        | 1740       | Botaniker in Étampes                                                                                      |
| Georg Detharding                     | 1604        | 1650       | |
| Karl Deutsch                         | 1859        | 1923       | Kommunalpolitiker                                                                                         |
| Stephan Josef Dewald                 | 1884        | 1964       | Politiker                                                                                                 |
| Hugo Dieterle                        | 1881        | 1952       | Hochschullehrer, Lebensmittelchemiker                                                                     |
| Peter Dilg                           | 1938        |            | Historiker, Hochschullehrer                                                                               |
| Theodor Dingermann                   | 1948        |            | Hochschullehrer                                                                                           |
| Oskar Dinkler                        | 1861        | 1922       | Hochschullehrer                                                                                           |
| Verena Dirsch                        | 1964        |            | Hochschullehrerin                                                                                         |
| Georg Philipp Dohlhoff               | 1734        | 1794       | Kommunalpolitiker                                                                                         |
| August Ferdinand Ludwig Dörffurt     | 1767        | 1825       | Kommunalpolitiker                                                                                         |
| Georg Dragendorff                    | 1836        | 1898       | Chemiker, Hochschullehrer                                                                                 |
| Adolph Ferdinand Duflos              | 1802        | 1889       | Chemiker                                                                                                  |
| Siegfried Ebel                       | 1934        | 2019       | Hochschullehrer, Lebensmittelchemiker                                                                     |
| Heinrich Einhof                      | 1777        | 1808       | Agrarwissenschaftler, Agrikulturchemiker, Hochschullehrer                                                 |
| Georg Heinrich Engelhard             | 1798        | 1875       | Kommunalpolitiker, Politiker                                                                              |
| Theodor Engelmann                    | 1851        | 1931       | Bibliophiler                                                                                              |
| August Erren                         | 1896        | n. 1967    | |
| August Essenwein                     | 1871        | 1953       | |
| Karl Etti                            | 1825        | 1890       | Apotheker und Chemiker in Wien                                                                            |
| Robert Fabre                         | 1915        | 2006       | Kommunalpolitiker                                                                                         |
| Herbert Falk                         | 1924        | 2008       | Unternehmer                                                                                               |
| Max Fanta                            | 1858        | 1925       | |
| Johann Maria Farina XIX              | 1958        |            | Parfümeur, Unternehmer                                                                                    |
| Karl Feist                           | 1876        | 1952       | Chemiker, Hochschullehrer                                                                                 |
| Olaf Finsen                          | 1859        | 1937       | |
| Andreas Jacob Fischer                | 1789        | 1860       | |
| August Fischer                       | 1868        | 1940       | |
| Manfred Fischer                      | 1906        | 1987       | Chemiker, Unternehmer                                                                                     |
| Robert Fischer                       | 1903        | 1996       | Hochschullehrer                                                                                           |
| Josef von Fisenne                    | 1902        | 1987       | |
| Georges-Adolphe Flaction             | 1819        | 1869       | Kommunalpolitiker, Mediziner, Nationalrat                                                                 |
| Wilhelm Fleiner                      | 1828        | 1889       | |
| Christian Gottfried Flittner         | 1770        | 1828       | Mediziner                                                                                                 |
| Adolf Flockemann                     | 1870        | 1955       | Diplomat, Mediziner                                                                                       |
| Friedrich August Flückiger           | 1828        | 1894       | Chemiker, Hochschullehrer, Pharmakologe                                                                   |
| Louis Henry Fontane                  | 1796        | 1867       | |
| Theodor Fontane                      | 1819        | 1898       | Kriegsreporter, Theaterkritiker, Übersetzer                                                               |
| James Frencham                       | v. 1581     | n. 1602    | |
| Eduard Fresenius                     | 1874        | 1946       | Unternehmer                                                                                               |
| Christoph Friedrich                  | 1954        |            | Historiker, Hochschullehrer                                                                               |
| Hans-Günter Friese                   | 1940        |            | Unternehmer                                                                                               |
| Max Froelich                         | 1851        | 1928       | |
| Albert Funk                          | 1887        | 1979       | |
| Friedrich Gaedcke                    | 1828        | 1890       | |
| Llorenç Garcías i Font               | 1885        | 1975       | Botaniker                                                                                                 |
| Christian August Friedrich Garcke    | 1819        | 1904       | Botaniker                                                                                                 |
| Louis Claude Cadet de Gassicourt     | 1731        | 1799       | Chemiker                                                                                                  |
| Laure Gatet                          | 1913        | 1943       | Biochemikerin                                                                                             |
| Eduard Geffcken                      | 1801        | 1866       | Bibliophiler                                                                                              |
| Philipp Lorenz Geiger                | 1785        | 1836       | Chemiker, Hochschullehrer                                                                                 |
| Claude-Joseph Geoffroy               | 1685        | 1752       | Botaniker, Chemiker, Mykologe                                                                             |
| Étienne François Geoffroy            | 1672        | 1731       | Chemiker, Mediziner                                                                                       |
| Heinrich Ludwig Geyer                | 1848        | 1911       | Chemiker                                                                                                  |
| Günther Gieraths                     | 1898        | 1967       | Bibliothekar, Militärhistoriker                                                                           |
| Heinrich von Gimborn                 | 1830        | 1893       | Unternehmer                                                                                               |
| Heinrich Glasl                       | 1940        | 2012       | Hochschullehrer                                                                                           |
| Johann Rudolph Glauber               | 1604        | 1670       | Alchemist, Bibliophiler, Chemiker                                                                         |
| Christian Gottlieb Gmelin            | 1749        | 1809       | |
| Johann Georg Gmelin                  | 1674        | 1728       | Chemiker, Hochschullehrer                                                                                 |
| Johann Konrad Gmelin                 | 1707        | 1759       | Chemiker, Hochschullehrer, Mediziner                                                                      |
| Paul Albrecht Ferdinand Gmelin       | 1822        | 1875       | Chemiker                                                                                                  |
| Nicolas-Théodore Gobley              | 1811        | 1876       | Chemiker                                                                                                  |
| Johannes Görbing                     | 1877        | 1946       | Agrarwissenschaftler, Bodenkundler, Pflanzenbauwissenschaftler                                            |
| Friedrich August Göttling            | 1753        | 1809       | Chemiker, Hochschullehrer, Philosoph                                                                      |
| Henri-Albert Gosse                   | 1753        | 1816       | Naturwissenschaftler                                                                                      |
| Engelbert Graf                       | 1922        | 2007       | Hochschullehrer                                                                                           |
| Wilhelm Grevel                       | 1835        | 1918       | |
| Doris Grimm                          | 1925        | 2007       | |
| David Hieronymus Grindel             | 1776        | 1836       | Chemiker, Mediziner                                                                                       |
| Wilhelm Gueinzius                    | 1813        | 1874       | |
| Karl Haas                            | 1869        | 1946       | Unternehmer                                                                                               |
| Christa Habrich                      | 1940        | 2013       | Hochschullehrerin, Medizinhistorikerin, Pharmaziehistorikerin                                             |
| Gottfried Renatus Häcker             | 1789        | 1864       | Botaniker, Bryologe                                                                                       |
| Julius Haevecker                     | 1867        | 1935       | |
| Hertha Hafer                         | 1913        | 2007       | |
| Hermann Hager                        | 1816        | 1897       | Pharmakologe                                                                                              |
| Theodor Hahn                         | 1824        | 1883       | Heilpraktiker, Hydrotherapeut                                                                             |
| Rolf Haller                          | 1933        | 1987       | |
| Ernst Hampe                          | 1795        | 1880       | Botaniker, Bryologe                                                                                       |
| Christian Friedrich Hänle            | 1789        | 1863       | |
| Georg Friedrich Hänle                | 1763        | 1824       | |
| Götz Harnischfeger                   | 1939        | 2016       | Botaniker, Chemiker, Hochschullehrer                                                                      |
| Friedrich Wilhelm Hasenclever        | 1809        | 1874       | Unternehmer                                                                                               |
| Ernst Hassencamp                     | 1824        | 1881       | Geologe, Paläontologe                                                                                     |
| Louis Hébert                         | um 1575     | 1627       | |
| Hanns Heidemanns                     | 1927        | 2012       | |
| Wolfgang-Hagen Hein                  | 1920        | 2003       | Autor, Honorarprofessor für Geschichte der Pharmazie                                                      |
| Heinrich Wilhelm Heintz              | 1817        | 1880       | Chemiker, Hochschullehrer                                                                                 |
| Dieter Heise                         | 1918        | 1999       | |
| Horst-Wolfgang Heise                 | 1917        | 2008       | |
| Hans Hennecke                        | 1886        | 1945       | Politiker                                                                                                 |
| Thomas Henry                         | 1734        | 1816       | Chemiker                                                                                                  |
| Julius Hensel                        | 1833        | 1903       | Mediziner                                                                                                 |
| Adam Herbert                         | 1887        | 1976       | Unternehmer                                                                                               |
| Carl Samuel Hermann                  | 1765        | 1846       | |
| Sigismund Friedrich Hermbstädt       | 1760        | 1833       | Chemiker, Hochschullehrer                                                                                 |
| Ursula Hertewich                     | 1975        |            | Hochschullehrerin                                                                                         |
| Alice von Hobe                       | 1940        |            | |
| Carl Hochstöger                      | 1930        | 2003       | Kommunalpolitiker                                                                                         |
| Karl Hochstöger                      | 1901        | 1987       | Kommunalpolitiker                                                                                         |
| Paul Hoering                         | 1868        | 1919       | Chemiker                                                                                                  |
| Felix Hoffmann                       | 1868        | 1946       | Chemiker                                                                                                  |
| Claus Hofmair                        |             | 1427       | |
| Fritz Hofmann                        | 1866        | 1956       | Chemiker                                                                                                  |
| Arthur Hoger                         | 1875        | 1951       | |
| Eugen Holdermann                     | 1852        | 1906       | |
| Julius Friedrich Holtz               | 1836        | 1911       | Industrieller, Unternehmer                                                                                |
| Ulrike Holzgrabe                     | 1956        |            | Hochschullehrer                                                                                           |
| Johann Martin Honigberger            | 1795        | 1869       | Asienforscher, Homöopath, Mediziner                                                                       |
| David Heinrich Hoppe                 | 1760        | 1846       | Botaniker                                                                                                 |
| Nicolas Houël                        | um 1524     | 1587       | |
| Luke Howard                          | 1772        | 1864       | Meteorologe, Pharmakologe                                                                                 |
| Walter Hubmann                       | 1928        | 2015       | |
| Herbert Hügel                        | 1905        | 1988       | |
| Gustav Hummer                        | 1877        | 1959       | Politiker                                                                                                 |
| August Husemann                      | 1833        | 1877       | Chemiker                                                                                                  |
| Karl Gustav Friedrich Hüttenschmid   | 1774        | 1839       | |
| Hermann Ilgen                        | 1856        | 1940       | Chemiker, Unternehmer                                                                                     |
| Seneca Inggersen                     | 1715        | 1786       | Chirurg, Unternehmer                                                                                      |
| Joseph Bernhard Jack                 | 1818        | 1901       | Botaniker, Bryologe                                                                                       |
| Theophilus Jacobäer                  | 1591        | 1659       | |
| Ulrich Jaehde                        | 1961        |            | Hochschullehrer                                                                                           |
| Franz Jahn                           | 1806        | 1867       | Pomologe                                                                                                  |
| Ernst Friedrich Jahns                | 1844        | 1897       | Chemiker                                                                                                  |
| Max Jenne                            | 1848        | 1921       | Kaufmann, Unternehmer                                                                                     |
| Julius von Jobst                     | 1839        | 1920       | Unternehmer                                                                                               |
| Ernst Georg Jünger                   | 1868        | 1943       | Chemiker                                                                                                  |
| Thomas Junker                        | 1957        |            | Biologiehistoriker, Hochschullehrer                                                                       |
| Hans Kaiser                          | 1890        | 1977       | Hochschullehrer                                                                                           |
| Josef Kapfhammer                     | 1888        | 1968       | Hochschullehrer, Mediziner                                                                                |
| Franz von Kaska                      | 1834        | 1907       | Chemiker, Pharmakologe                                                                                    |
| Georg Kaßner                         | 1858        | 1929       | Chemiker                                                                                                  |
| Oskar Keller                         | 1877        | 1959       | Lebensmittelchemiker                                                                                      |
| Walther Kern                         | 1900        | 1965       | Hochschullehrer                                                                                           |
| Georg Kerner                         | 1835        | 1890       | |
| Günther Kerstein                     | 1904        | 1979       | Chemiehistoriker                                                                                          |
| Franz Friedrich Kindt                | 1786        | 1856       | Schonenfahrer                                                                                             |
| Georg Christian Kindt                | 1793        | 1869       | |
| Petrus Jacobus Kipp                  | 1808        | 1864       | Chemiker                                                                                                  |
| Karl Kippenberger                    | 1868        | 1937       | Hochschullehrer, Toxikologe                                                                               |
| Constantin Kirchhoff                 | 1764        | 1833       | Chemiker                                                                                                  |
| Ludwig Kirsner                       | 1810        | 1876       | Politiker                                                                                                 |
| Martin Heinrich Klaproth             | 1743        | 1817       | Chemiker, Freimaurer, Hochschullehrer                                                                     |
| Christian Klein                      |             |            | Hochschullehrer                                                                                           |
| Werner Knoll                         | 1896        | 1967       | |
| Johannes Kober                       | 1840        | 1896       | Zoologe                                                                                                   |
| Franz Leopold Koch                   | 1782        | 1850       | |
| Friedrich Koch                       | 1786        | 1865       | Unternehmer                                                                                               |
| Friedrich Kodweiss                   | 1802        | 1866       | Chemiker                                                                                                  |
| Wilhelm Kohl                         | 1848        | 1898       | |
| Franz Kolb                           | v. 1890     | n. 1890    | Ingenieur, Konstrukteur                                                                                   |
| Gustav Korff                         | 1872        | 1934       | Biologe, Lebensmittelchemiker, Phytopathologe                                                             |
| Karl-Artur Kovar                     | 1938        | 2023       | Hochschullehrer                                                                                           |
| Josef Krieglstein                    | 1938        |            | Hochschullehrer, Mediziner, Pharmakologe, Toxikologe                                                      |
| Heyo K. Kroemer                      | 1960        |            | Hochschullehrer, Pharmakologe                                                                             |
| Michael Krohn                        | 1943        |            | |
| Adolf Krömer                         | 1890        | 1944       | |
| Wilhelm Kubel                        | 1832        | 1903       | |
| Bernhard Friedrich Kühl              | 1808        | 1882       | |
| Hugo Kunz                            | 1875        | verm. 1942 | |
| Franz Johann Kwizda von Hochstern    | 1827        | 1888       | Unternehmer                                                                                               |
| Julius Kwizda von Hochstern          | 1857        | 1924       | Tierarzt, Unternehmer                                                                                     |
| Otto Kychenthal                      | 1777        | 1841       | Kommunalpolitiker, Unternehmer                                                                            |
| Ernst Laves                          | 1863        | 1927       | Chemiker                                                                                                  |
| Paul Lawaczeck                       | 1878        | 1942       | |
| Christian Friedrich Lechler          | 1820        | 1877       | Unternehmer                                                                                               |
| François Ledermann                   | 1949        |            | Pharmaziehistoriker                                                                                       |
| Johann Daniel Leers                  | 1727        | 1774       | Botaniker, Hochschullehrer, Kupferstecher                                                                 |
| Franz Lehmann                        | 1881        | 1961       | Chemiker, Hochschullehrer, Mediziner, Pharmakologe                                                        |
| Ludwig Leiner                        | 1830        | 1901       | Botaniker                                                                                                 |
| Max Lesmüller                        | 1874        | 1952       | |
| Gustav Ernst Leube                   | 1808        | 1881       | Chemiker, Geologe, Unternehmer                                                                            |
| Friedrich Leybold                    | 1827        | 1879       | Botaniker, Naturforscher                                                                                  |
| Wolfgang Liebe                       | 1917        | 2017       | |
| Renate Lieckfeldt                    | 1965        | 2013       | Hochschullehrerin, Pharmakologin                                                                          |
| Georg Liegel                         | 1779        | 1862       | Kommunalpolitiker, Pomologe                                                                               |
| Eli Lilly                            | 1838        | 1898       | Chemiker                                                                                                  |
| Leonhard Limpach                     | 1852        | 1933       | Chemiker                                                                                                  |
| Heinrich Linck                       | 1638        | 1717       | |
| Johann Heinrich Linck (der Ältere)   | 1674        | 1734       | Naturforscher                                                                                             |
| Johann Heinrich Linck (der Jüngere)  | 1734        | 1807       | |
| Hermann Linde der Ältere             | 1831        | 1918       | Fotograf, Künstler                                                                                        |
| Theodor Löbbecke                     | 1821        | 1901       | Naturforscher                                                                                             |
| James Lofthouse                      | 1842        | 1906       | |
| Carl Ferdinand Heinrich von Ludwig   | 1784        | 1847       | Botaniker, Unternehmer                                                                                    |
| Kurt Lüer                            | 1863        | 1946       | Chemiker, Unternehmer                                                                                     |
| Alfons Lutz                          | 1903        | 1985       | Pharmaziehistoriker                                                                                       |
| Theodor August Lutz                  | 1847        | 1913       | |
| Johannes Wilhelm Mai                 | 1759        | 1827       | Hochschullehrer                                                                                           |
| Carl Mannich                         | 1877        | 1947       | Chemiker                                                                                                  |
| Nicolas Marchant                     |             | 1678       | Botaniker                                                                                                 |
| Wilhelm von der Marck                | 1815        | 1900       | Botaniker, Geologe                                                                                        |
| Andreas Sigismund Marggraf           | 1709        | 1782       | Agrarwissenschaftler, Chemiker                                                                            |
| Henning Christian Marggraf           | 1680        | 1754       | |
| Rudolf Marloth                       | 1855        | 1931       | Botaniker, Chemiker                                                                                       |
| Ludwig Clamor Marquart               | 1804        | 1881       | Unternehmer                                                                                               |
| Theodor Marsson                      | 1816        | 1892       | Botaniker, Paläontologe                                                                                   |
| Hermann Matthes                      | 1869        | 1931       | Hochschullehrer, Industriemanager, Lebensmittelchemiker                                                   |
| Friedrich Mauch                      | 1837        | 1905       | Homöopath                                                                                                 |
| Ottomar von Mayenburg                | 1865        | 1932       | Unternehmer                                                                                               |
| Adolf Theodor Mayer                  | 1871        | 1952       | Botaniker                                                                                                 |
| Theodor Heinrich Mayer               | 1884        | 1949       | |
| Virgil Mayer                         | 1834        | 1889       | Homöopath                                                                                                 |
| Frank McLardy                        | 1915        | 1981       | |
| Carl Friedrich Wilhelm Meißner       | 1792        | 1853       | Mykologe                                                                                                  |
| August Peter Julius du Menil         | 1777        | 1852       | |
| Renate Menken                        | 1943        |            | |
| Emanuel Merck                        | 1794        | 1855       | Unternehmer                                                                                               |
| Friedrich Jacob Merck                | 1621        | 1678       | |
| Johann Anton Merck                   | 1756        | 1805       | |
| Georg Mergler                        | 1805        | 1881       | Politiker                                                                                                 |
| Wilhelm Mergler                      | 1835        | 1909       | Kommunalpolitiker, Politiker                                                                              |
| Kaspar Ludwig Merkl                  | 1885        | 1967       | |
| Friedrich Merz                       | 1884        | 1979       | Unternehmer                                                                                               |
| Johann Carl Friedrich Meyer          | 1739        | 1811       | Chemiker                                                                                                  |
| Johann Friedrich Meyer               | 1705        | 1765       | Chemiker                                                                                                  |
| Johann Jakob Meyer                   | 1798        | 1826       | Journalist                                                                                                |
| Josep Maria Mestre Miret             | 1918        | 2002       | Komponist                                                                                                 |
| Conrad Moench                        | 1744        | 1805       | Botaniker, Chemiker, Hochschullehrer                                                                      |
| Michael Mönnich                      | 1959        |            | Bibliothekar, Hochschullehrer                                                                             |
| Charles Theodore Mohr                | 1824        | 1901       | Botaniker, Bryologe                                                                                       |
| Viktoria Mönch                       | 1941        |            | |
| Andreas Monheim                      | 1750        | 1804       | Kommunalpolitiker                                                                                         |
| Johann Peter Joseph Monheim          | 1786        | 1855       | Chemiker, Kommunalpolitiker                                                                               |
| Viktor Monheim                       | 1813        | 1897       | Botaniker, Kommunalpolitiker                                                                              |
| Karl Friedrich Morell                | 1759        | 1816       | Botaniker, Chemiker                                                                                       |
| Josef Moser                          | 1779        | 1836       | |
| Hans Moser                           | 1900        | 1988       | Kommunalpolitiker, Politiker                                                                              |
| Siegfried Mühsam                     | 1838        | 1915       | Chemiker                                                                                                  |
| Karl Johann August Müller            | 1818        | 1899       | Botaniker, Bryologe, Journalist                                                                           |
| Alexander Müller                     | 1871        | 1932       | |
| Wolf-Dieter Müller-Jahncke           | 1944        |            | Hochschullehrer, Pharmaziehistoriker                                                                      |
| Ernst Mutschler                      | 1931        |            | Mediziner, Pharmakologe                                                                                   |
| Ernst Benno Mutschler                | 1891        | 1974       | |
| Jos Namur                            | 1823        | 1892       | Naturforscher                                                                                             |
| Daniel Nebel                         | 1664        | 1733       | Botaniker, Hochschullehrer, Mediziner, Stadtphysicus                                                      |
| Magdalena Neff                       | 1881        | 1966       | |
| Julius Neubronner                    | 1852        | 1932       | |
| Wilhelm Neubronner                   | 1813        | 1894       | |
| Caspar Neumann                       | 1683        | 1737       | Chemiker                                                                                                  |
| Kasimir Nienhaus                     | 1838        | 1910       | |
| Michel de Nostredame (Nostradamus)   | 1503        | 1566       | Mediziner                                                                                                 |
| Gustav Nowak                         | 1846        | 1921       | Politiker                                                                                                 |
| Peter Nuhn                           | 1937        |            | Chemiker, Hochschullehrer                                                                                 |
| Adolph Oberdörffer                   | 1822        | 1887       | Chemiker, Unternehmer                                                                                     |
| Hermann Ochsenreiter                 | 1846        | 1922       | |
| Herbert Oelschläger                  | 1921        | 2006       | Chemiker, Hochschullehrer                                                                                 |
| August Oetker                        | 1862        | 1918       | Unternehmer                                                                                               |
| Eugen Ostermayer                     | 1849        | 1903       | |
| Johann Samuel Friedrich Pagenstecher | 1783        | 1856       | |
| Tadeusz Pankiewicz                   | 1908        | 1993       | |
| Antoine Parmentier                   | 1737        | 1813       | Agrarwissenschaftler                                                                                      |
| Emil Pauls                           | 1840        | 1911       | |
| Pierre-Joseph Pelletier              | 1788        | 1842       | Botaniker, Chemiker                                                                                       |
| Hans Perting                         | 1963        |            | |
| Jacques Peschier                     | 1769        | 1832       | |
| Franz Xaver Pettenkofer              | 1783        | 1850       | |
| Wilhelm Pfeffer                      | 1845        | 1920       | Hochschullehrer, Pflanzenphysiologe                                                                       |
| Ulf Pindur                           | 1943        |            | Hochschullehrer, Lebensmittelchemiker                                                                     |
| Tomé Pires                           | um 1468     | um 1540    | Portugiesischer Botschafter in China, Seefahrer                                                           |
| Oliver Ploss                         | 1968        |            | Heilpraktiker                                                                                             |
| Alexander Poehl                      | 1850        | 1908       | Chemiker                                                                                                  |
| Roland Pohloudek-Fabini              | 1913        | 1985       | Chemiker, Hochschullehrer, Pharmakologe                                                                   |
| Johann Maximilian Alexander Probst   | 1812        | 1842       | |
| Johannes Ralla                       | 1509        | 1560       | |
| Fritz Rauch                          | 1867        | 1916       | Botaniker, Mykologe                                                                                       |
| Hans-Ulrich Rauchfuß                 | 1950        |            | Kommunalpolitiker                                                                                         |
| Gustav Raupenstrauch                 | 1859        | 1943       | Unternehmer                                                                                               |
| Gabriele Reich                       | 1956        |            | Hochschullehrerin                                                                                         |
| Carl Friedrich Reichel               | 1800        | 1860       | |
| Rudolf Reiß                          | 1862        | 1930       | Unternehmer                                                                                               |
| Karl Richter                         | 1866        | 1927       | Kommunalpolitiker                                                                                         |
| Johann Daniel Riedel                 | 1786        | 1843       | Unternehmer                                                                                               |
| Josef Rieder                         | 1804        | 1866       | Kommunalpolitiker                                                                                         |
| Gerda Ritschel-Beurlin               | 1927        | 1989       | Hochschullehrerin                                                                                         |
| Jean Robin                           | 1550        | 1629       | Botaniker                                                                                                 |
| Dunstan Fitzgerald Robinson          | 1919        | 1998       | |
| Otto Röhm                            | 1876        | 1939       | Unternehmer                                                                                               |
| Valentin Rose der Ältere             | 1736        | 1771       | |
| Valentin Rose der Jüngere            | 1762        | 1807       | Chemiker                                                                                                  |
| Leopold Rosenthaler                  | 1875        | 1962       | Chemiker, Hochschullehrer                                                                                 |
| Hermann J. Roth                      | 1929        | 2024       | Bildender Künstler, Chemiker, Hochschullehrer                                                             |
| Guillaume-François Rouelle           | 1703        | 1770       | Chemiker                                                                                                  |
| Hilaire-Marin Rouelle                | 1718        | 1779       | Chemiker                                                                                                  |
| Ludwig Rousseau                      | 1724        | 1794       | Chemiker, Hochschullehrer                                                                                 |
| François-Zacharie Roussin            | 1827        | 1894       | Chemiker                                                                                                  |
| Ernst Ludwig Rube                    | 1783        | 1870       | Politiker                                                                                                 |
| Ferdinand Rugel                      | 1806        | 1879       | Botaniker                                                                                                 |
| Erwin Theodor Rupp                   | 1872        | 1956       | Hochschullehrer                                                                                           |
| Václav Rusek                         | 1928        | 2016       | Pharmaziehistoriker                                                                                       |
| Karl Ruß                             | 1833        | 1899       | Ornithologe                                                                                               |
| Heinz Sagner                         | 1933        | 2006       | Kaufmann, Schlagersänger, Unternehmer                                                                     |
| Karl Friedrich Christoph Salzer      | 1775        | 1852       | Chemiker                                                                                                  |
| Theodor Salzer                       | 1833        | 1900       | Chemiker                                                                                                  |
| Enno Sander                          | 1822        | 1912       | Politiker                                                                                                 |
| Eugen Schaal                         | 1842        | 1928       | Chemiker                                                                                                  |
| Alexander Schadenberg                | 1852        | 1896       | Asienforscher, Chemiker, Ethnograph                                                                       |
| Johann Gottlieb Schaeffer            | 1720        | 1795       | Mediziner, Stadtphysicus                                                                                  |
| Carl Wilhelm Scheele                 | 1742        | 1786       | Chemiker                                                                                                  |
| Emil Robert Scheffer                 | 1821        | 1902       | |
| Hermann Schelenz                     | 1848        | 1922       | Industrieller, Pharmaziehistoriker                                                                        |
| Ernst Christian Friedrich Schering   | 1824        | 1889       | Industrieller, Unternehmer                                                                                |
| Richard Schering                     | 1859        | 1942       | Industrieller, Unternehmer                                                                                |
| Heinz Schilcher                      | 1930        | 2015       | Hochschullehrer, Kanute, Pharmakologe, Skirennläufer                                                      |
| Johann Michael Schiller              | 1763        | 1825       | |
| Hans Richard Schittny                | 1924        | 2009       | |
| Blandina Paschalis Schlömer          | 1943        |            | Ikonenmalerin, Malerin                                                                                    |
| Johann Gottfried Schmeisser          | 1767        | 1837       | Mineraloge, Naturwissenschaftler                                                                          |
| Johannes Schmid                      | 1842        | 1923       | |
| Carl Ernst Heinrich Schmidt          | 1822        | 1894       | Chemiker, Hochschullehrer, Mediziner, Pharmakologe                                                        |
| Ottmar Schmidt                       | 1835        | 1903       | |
| Friedemann Schmidt                   | 1964        |            | Fernsehmoderator, Talkmaster                                                                              |
| Johann Georg Schmidt                 | 1660        | 1722       | Botaniker                                                                                                 |
| Paul Schmidtgen                      | 1882        | 1969       | Chemiker, Unternehmer                                                                                     |
| Roland Schmiedel                     | 1888        | 1967       | Verleger                                                                                                  |
| Albert Schmierer                     | 1899        | 1974       | |
| Woldemar Schneider                   | 1919        | 2010       | Chemiker, Hochschullehrer, Pharmakologe                                                                   |
| Jörg Schnekenburger                  | 1928        | 1988       | Hochschullehrer                                                                                           |
| Hasso Scholz                         | 1937        |            | Hochschullehrer, Mediziner, Pharmakologe, Toxikologe                                                      |
| Theodor Schorer                      | 1836        | 1918       | Chemiker                                                                                                  |
| Ferdinand Schröppel                  | 1902        | 1973       | |
| Ernst Schubert                       | 1937        | 2021       | |
| Manfred Schubert-Zsilavecz           | 1961        |            | Hochschullehrer                                                                                           |
| Adrian Gottlob Schultz               | 1730        | n. 1769    | Chemiker                                                                                                  |
| Friedrich Wilhelm Schultz            | 1804        | 1876       | Botaniker                                                                                                 |
| Manfred Schumacher                   | 1938        |            | |
| Gotthilf Daniel Schumann             | 1788        | 1865       | |
| Walter Schunack                      | 1935        | 2011       | Hochschullehrer, Mediziner, Pharmakologe                                                                  |
| Willmar Schwabe                      | 1839        | 1917       | Homöopath, Unternehmer                                                                                    |
| Franz Daniel von Schwachheim         | 1708        | fr. 1794   | |
| Hans Schwarzkopf                     | 1873        | 1921       | Chemiker, Unternehmer                                                                                     |
| Harald G. Schweim                    | 1950        |            | Hochschullehrer                                                                                           |
| Hans-Joachim Schweitzer              | 1928        | 2007       | Botaniker, Hochschullehrer, Paläobotaniker                                                                |
| Julius Scriba                        | 1866        | 1937       | |
| Albert Seba                          | 1665        | 1736       | |
| Elie Seignette                       | 1632        | 1698       | Chemiker                                                                                                  |
| Pierre Seignette                     | 1660        | 1719       | Mediziner                                                                                                 |
| Clemens Sels                         | 1822        | 1893       | Industrieller                                                                                             |
| Emanuel Senft                        | 1870        | 1922       | |
| Friedrich Sertürner                  | 1783        | 1841       | |
| Georges Simon Serullas               | 1774        | 1832       | Chemiker                                                                                                  |
| Friedrich Siebert                    | 1831        | 1918       | Kommunalpolitiker                                                                                         |
| Eduard Simon                         | 1789        | 1856       | Chemiker                                                                                                  |
| Philipp Simon                        | 1807        | 1871       | |
| Andrea Sinz                          | 1969        |            | Hochschullehrerin                                                                                         |
| Johannes Sonntag                     | 1863        | 1945       | Homöopath                                                                                                 |
| Georg Sparrer                        | 1877        | 1936       | Politiker                                                                                                 |
| Horst Spegg                          | 1928        | 1994       | |
| Jacob Reinbold Spielmann             | 1722        | 1783       | Chemiker, Hochschullehrer, Mediziner                                                                      |
| Hermann Spirgatis                    | 1822        | 1899       | Chemiker, Hochschullehrer                                                                                 |
| Egon Stahl                           | 1924        | 1986       | Chemiker                                                                                                  |
| Dieter Steinhilber                   | 1959        |            | Hochschullehrer                                                                                           |
| Walter von Stokar                    | 1901        | 1959       | Hochschullehrer, Prähistoriker                                                                            |
| Friedrich Adolph August Struve       | 1781        | 1840       | Mediziner                                                                                                 |
| Wolfgang Süß                         | 1940        |            | Politiker                                                                                                 |
| Friedrich Ferdinand Suwe             | 1777        | 1851       | |
| Taqi ad-Din                          | 1526        | 1585       | Astronom, Biologe, Islamischer Theologe, Mathematiker, Mediziner, Optiker, Philosoph, Physiker, Uhrmacher |
| Gustav Tauber                        | 1902        | 1978       | |
| Hagop Terzian                        | 1879        | 1915       | Journalist                                                                                                |
| Hermann Thoms                        | 1859        | 1931       | Hochschullehrer                                                                                           |
| Albert Thumann                       | 1856        | 1938       | Kommunalpolitiker, Politiker                                                                              |
| Karl Thumm                           | 1867        | 1936       | Chemiker                                                                                                  |
| Samuel Leonard Tilley                | 1818        | 1896       | Politiker                                                                                                 |
| Joachim Christian Timm               | 1734        | 1805       | Kommunalpolitiker                                                                                         |
| Theodor Timmermann                   | 1627        | 1700       | Kommunalpolitiker                                                                                         |
| Georg Trakl                          | 1887        | 1916       | Dichter                                                                                                   |
| Albert Trautmann                     | 1867        | 1920       | Heimatschriftsteller                                                                                      |
| Johann Bartholomäus Trommsdorff      | 1770        | 1837       | Apotheker und Pharmazeut                                                                                  |
| Wilhelm Bernhard Trommsdorff         | 1738        | 1782       | Chemiker, Hochschullehrer, Mediziner                                                                      |
| Oscar Troplowitz                     | 1863        | 1918       | Unternehmer                                                                                               |
| Ernst-Friedrich Trull                | 1797        | 1871       | Apotheker in Riga und Kiew                                                                                |
| Alexander Tschirch                   | 1856        | 1939       | Hochschullehrer                                                                                           |
| Gerd Uffelmann                       | 1912        | 1999       | Chefredakteur                                                                                             |
| Ernst Urban                          | 1874        | 1958       | Redakteur der Pharmazeutischen Zeitung                                                                    |
| Georg Urdang                         | 1882        | 1960       | Historiker, Hochschullehrer, Redakteur                                                                    |
| Louis-Nicolas Vauquelin              | 1763        | 1829       | Chemiker, Hochschullehrer                                                                                 |
| Ernst August Otto Versmann           | 1823        | 1889       | Unternehmer                                                                                               |
| Heinrich Joachim Versmann            | 1816        | 1866       | Apotheker und Politiker                                                                                   |
| Helmut Vester                        | 1913        | 2001       | Pharmaziehistoriker                                                                                       |
| Helmut Vetter                        | 1920        | 1999       | Gründer von Vetter Pharma, Unternehmer, Betreiber eines chemisch-pharmazeutischen Laboratoriums           |
| Hermann Vogel                        | 1934        |            | Ehrenpräsident der Bayerischen Apothekerkammer                                                            |
| Hermann Voget                        | 1838        | 1883       | Journalist, Publizist, Theaterkritiker                                                                    |
| Emil Vogt                            | 1848        | 1930       | Politiker                                                                                                 |
| Gustav Vulpius                       | 1839        | 1917       | Pharmazeutischer Forscher                                                                                 |
| Helmut Wachter                       | 1929        | 2012       | Hochschullehrer, Mediziner                                                                                |
| Günther Wagner                       | 1925        | 1999       | Chemiker, Hochschullehrer                                                                                 |
| Hermann Waldow                       | 1800        | 1885       | Pharmazeut, Naturwissenschaftler und Dichter                                                              |
| Armin Wankmüller                     | 1924        | 2016       | Hochschullehrer, Pharmaziehistoriker                                                                      |
| Erich Wasicky                        | 1911        | 1947       | Apotheker in Mauthausen                                                                                   |
| William Watson                       | 1715        | 1787       | Botaniker, Elektrotechniker, Mediziner, Physiker                                                          |
| Rudolf Friedrich Weinland            | 1865        | 1936       | Chemiker, Hochschullehrer                                                                                 |
| Augustus Weismann                    | 1809        | 1884       | Politiker                                                                                                 |
| Franz Weiß                           | 1868        | 1946       | Apotheker und Chemiker                                                                                    |
| Gottlieb Weissmann                   | 1798        | 1859       | Apotheker und Fossiliensammler                                                                            |
| Johann Friedrich Westrumb            | 1751        | 1819       | Apotheker und Naturforscher                                                                               |
| Max Wetschky                         | 1844        | 1927       | Botaniker, Naturforscher                                                                                  |
| Johann Christian Wiegleb             | 1732        | 1800       | Naturforscher                                                                                             |
| Arend Joachim Friedrich Wiegmann     | 1770        | 1853       | Agrarwissenschaftler, Botaniker, Hochschullehrer, Phytomediziner                                          |
| Fritz Wiesmann                       | 1907        | 1994       | Komponist und Orchesterleiter                                                                             |
| Gerhard Wilcke                       | 1903        | 1977       | Komponist, Musikwissenschaftler                                                                           |
| Clara Winnicki                       | 1880        | um 1935    | Medizinerin                                                                                               |
| Christoph Wirsung                    | 1500        | 1571       | Übersetzer                                                                                                |
| Wolfgang Wirth                       | 1932        | 2011       | Alternativmediziner                                                                                       |
| Karl Friedrich August Witt           | 1832        | 1910       | |
| Maximilian Ferdinand Wocke           | 1820        | 1906       | Entomologe                                                                                                |
| Alois Wölfler                        | 1882        | 1971       | Politiker                                                                                                 |
| Konrad Zechlin                       | 1854        | 1936       | Herausgeber                                                                                               |
| Theodor Zechlin                      | 1818        | 1895       | Apotheker und Heimatforscher                                                                              |
| Jan Zeh                              | 1817        | 1897       | Chemiker                                                                                                  |
| Othmar Zeidler                       | 1850        | 1911       | Chemiker, Unternehmer                                                                                     |
| Heinrich Zeise                       | 1822        | 1914       | Industrieller, Übersetzer                                                                                 |
| Gottlieb Heinrich Zeller             | 1794        | 1864       | Apotheker und Botaniker                                                                                   |
| František Žemlička                   | 1867        | 1945       | Politiker                                                                                                 |
| Hüseyin Zeybek                       | 1968        |            | Politiker                                                                                                 |
| Hermann Ziegenspeck                  | 1891        | 1959       | Botaniker, Hochschullehrer, Lebensmittelchemiker, Pflanzenphysiologe                                      |
| Johann Gotthard Zigra                | 1773        | 1843       | Archivar                                                                                                  |
| Jörg Zillies                         | 1946        |            | Hörfunkmoderator, Kommunalpolitiker, Unternehmensberater                                                  |
| Johann Zwelfer                       | 1618        | 1668       | Chemiker, Mediziner                                                                                       |
| Constantin Zwenger                   | 1814        | 1884       | Chemiker, Hochschullehrer                                                                                 |